# Nuevo Tambolón
Nuevo Tambolón är en ort i Mexiko.   Den ligger i kommunen Ciudad Valles och delstaten San Luis Potosí, i den centrala delen av landet, 270 km norr om huvudstaden Mexico City. Nuevo Tambolón ligger 54 meter över havet och antalet invånare är 160.
Terrängen runt Nuevo Tambolón är platt. Runt Nuevo Tambolón är det ganska glesbefolkat, med 48 invånare per kvadratkilometer. Närmaste större samhälle är Ciudad Valles, 18,9 km norr om Nuevo Tambolón. Omgivningarna runt Nuevo Tambolón är en mosaik av jordbruksmark och naturlig växtlighet.